# Fryderyk za fonograficzny debiut roku
Fryderyk za fonograficzny debiut roku – polska nagroda muzyczna Fryderyk, przyznawana corocznie od roku 1995 w sekcji muzyki rozrywkowej w kategorii fonograficzny debiut roku. Honoruje wykonawców debiutujących za całokształt działalności w danym roku. Fryderyki są przyznawane od 1995 przez Związek Producentów Audio-Video (ZPAV) za osiągnięcia w rodzimym przemyśle muzycznym. Od 2000 za wyłanianie nominowanych, a następnie laureatów odpowiedzialna jest powołana przez ZPAV Akademia Fonograficzna.
Kategoria nosiła nazwę:
- debiut roku w edycjach 1994, 2013 i 2014,
- fonograficzny debiut roku w edycjach 1995, 1996, 1997, 1999, 2000, 2011, 2012 i nieprzerwanie od 2015,
- fonograficzny debiut w edycji 1998,
- nowa twarz fonografii w edycjach od 2001 do 2010.

Tylko w edycji 1995 artyści byli nominowani nie za całokształt, ale konkretny album.
Robert Friedrich otrzymał w kategorii rekordowe 3 nominacje (z różnymi zespołami). 13 wykonawców było nominowanych dwukrotnie. Nikt nie zdobył nagrody więcej niż raz.

## Laureaci i nominowani
| Rok  | Zdjęcie | Laureat                  | Pozostałe nominacje                                                                             | Źr.    |
| ---- | ------- | ------------------------ | ----------------------------------------------------------------------------------------------- | ------ |
| 1994 |         | Kasia Kowalska           | - Anita Lipnicka - Big Day - Edyta Górniak - Flapjack                                           | [ 2 ]  |
| 1995 |         | Edyta Górniak (za Dotyk) | - Blenders (za Kaszëbë) - Kobong (za Kobong) - Myslovitz (za Myslovitz) - O.N.A. (za Modlishka) | [ 3 ]  |
| 1996 |         | Justyna Steczkowska      | - Anita Lipnicka - Kaliber 44 - Robert Chojnacki - Tytus Wojnowicz                              | [ 4 ]  |
| 1997 |         | Anna Maria Jopek         | - Atmosphere - Patrycja Kosiarkiewicz - Norbi - Sixteen                                         | [ 5 ]  |
| 1998 |         | Reni Jusis               | - Andrzej Piaseczny - Pati Yang - Sędzia Dread - Ścianka                                        | [ 6 ]  |
| 1999 |         | Golec uOrkiestra         | - Gabriel Fleszar - Karmacoma - Poluzjanci - Siedem                                             | [ 7 ]  |
| 2000 |         | Arka Noego               | - Brathanki - Fisz - Groovekojad - Katarzyna Groniec                                            | [ 8 ]  |
| 2001 |         | Blue Café                | - Kaja Paschalska - Oczi Cziorne - Patrycja Markowska - Waco                                    | [ 9 ]  |
| 2002 |         | Kasia Klich              | - Cool Kids of Death - Futro - Negatyw - Virgin                                                 | [ 10 ] |
| 2003 |         | Sistars                  | - 15 Minut Projekt - Ewelina Flinta - Makowiecki Band - Tosteer                                 | [ 11 ] |
| 2004 |         | Ania                     | - Coma - Brodka - Ptaky - Sidney Polak                                                          | [ 12 ] |
| 2005 |         | Maria Peszek             | - Krzysztof Kiljański - Toronto - The Car Is on Fire - Zakopower                                | [ 13 ] |
| 2006 |         | Sofa                     | - Ania Szarmach - Bisquit - Gosia Andrzejewicz - Grzegorz Halama - Plastic                      | [ 14 ] |
| 2008 |         | Feel                     | - Karimski Club - Łukasz Zagrobelny - Muchy - Psio Crew                                         | [ 15 ] |
| 2009 |         | Czesław Śpiewa           | - June - Natalia Lesz - Manchester - Marika - Pectus                                            | [ 16 ] |
| 2010 |         | BiFF                     | - Borys Szyc - AudioFeels - Kumka Olik - Michał Rudaś                                           | [ 17 ] |
| 2011 |         | très.b                   | - Dagadana - Fox - Młynarski Plays Młynarski - The Boogie Town                                  | [ 18 ] |
| 2012 |         | Ania Rusowicz            | - Luxtorpeda - Marcelina - Neo Retros - Projekt Warszawiak                                      | [ 19 ] |
| 2013 |         | Mela Koteluk             | - Kari Amirian - Lemon - Maja Kleszcz - Skubas                                                  | [ 20 ] |
| 2014 |         | Dawid Podsiadło          | - Chłopcy kontra Basia - Damian Ukeje - Fismoll - Ifi Ude                                       | [ 21 ] |
| 2015 |         | The Dumplings            | - Grzegorz Hyży - Maja Koman - Sara Brylewska - Sister Wood                                     | [ 22 ] |
| 2016 |         | Kortez                   | - Leski - Mary Komasa - Rysy - Terrific Sunday                                                  | [ 23 ] |
| 2017 |         | Piotr Zioła              | - BeMy - Bovska - Buslav - Kroki                                                                | [ 24 ] |
| 2018 |         | Daria Zawiałow           | - Jacek Królik - Mery Spolsky - Rosalie. - Smolasty                                             | [ 25 ] |
| 2019 |         | Tulia                    | - Baranovski - Pola Rise - Roksana Węgiel - Tęskno                                              | [ 26 ] |
| 2020 |         | Hania Rani               | - Ania Karwan - sanah - schafter - Viki Gabor                                                   | [ 27 ] |
| 2021 |         | Mata                     | - Miły ATZ - Ptakova - Sobel - Zdechły Osa                                                      | [ 28 ] |
| 2022 |         | Kaśka Sochacka           | - bryska - Ochman - Szczyl - Young Leosia                                                       | [ 29 ] |
| 2023 |         | Sara James               | - Ania Leon - Jakub Skorupa - Rubens - Zalia                                                    | [ 30 ] |
| 2024 |         | Daria ze Śląska          | - Frank Leen - Ignacy - Kathia - Matecki                                                        | [ 31 ] |
| 2025 |         | Wiktor Waligóra          | - Ania Szlagowska - Dominika Płonka - Hubert. - Przebiśniegi                                    | [ 32 ] |

## Osoby z kilkoma nominacjami
| Liczba | Osoba             | Lata                                                                                 |
| ------ | ----------------- | ------------------------------------------------------------------------------------ |
| 3      | Robert Friedrich  | 1994 (z zespołem Flapjack) 2000 (z zespołem Arka Noego) 2012 (z zespołem Luxtorpeda) |
| 2      | Anita Lipnicka    | 1994 (solo) 1996 (solo)                                                              |
| 2      | Daniel Werner     | 1999 (z zespołem Karmacoma) 2004 (z zespołem Ptaky)                                  |
| 2      | Dariusz Załeński  | 2005 (z zespołem Toronto) 2009 (z zespołem Manchester)                               |
| 2      | Edyta Górniak     | 1994 (solo) 1995 (solo)                                                              |
| 2      | Fox               | 2013 (z zespołem 15 Minut Projekt) 2011 (solo)                                       |
| 2      | Hania Rani        | 2019 (z zespołem Tęskno) 2020 (solo)                                                 |
| 2      | Jacek Królik      | 2000 (z zespołem Brathanki) 2018 (solo)                                              |
| 2      | Jan Młynarski     | 2013 (z zespołem 15 Minut Projekt) 2011 (z zespołem Młynarski Plays Młynarski)       |
| 2      | Jan Smoczyński    | 2006 (z zespołem Bisquit) 2009 (z zespołem June)                                     |
| 2      | Maciej Starosta   | 1994 (z zespołem Flapjack) 2000 (z zespołem Arka Noego)                              |
| 2      | Piotr Łukaszewski | 1999 (z zespołem Karmacoma) 2004 (z zespołem Ptaky)                                  |
| 2      | Rubens            | 2013 (z zespołem Lemon) 2023 (solo)                                                  |
| 2      | Sławomir Załeński | 2005 (z zespołem Toronto) 2009 (z zespołem Manchester)                               |